# Корниш, Джо
Джо Корниш (англ. Joe Cornish (род. 20 декабря 1968, Лондон, Англия) — британский кинорежиссёр, сценарист и актёр. Получил известность своими работами с Эдгаром Райтом и Ником Фростом, такими как «Зомби по имени Шон», «Типа крутые легавые» и «Чужие на районе».

## Биография
Джо Корниш родился в Лондоне. Свои первые актёрские способности он проявил на телевидении, снимаясь в маленьких ролях.
В 2011 году Джо Корниш снял свой первый полнометражный фильм «Чужие на районе». В 2011 году вышел фильм «Приключения Тинтина: Тайна единорога», который был снят по его сценарию (совместно с Эдгаром Райтом).
В ноябре 2013 года Корниш стал главным претендентом на пост режиссёра нового фильма перезагруженной вселенной «Звёздного пути». Фильм вышел в 2016 году, режиссёром стал Джастин Лин.
Начиная с лета 2006 года, Корниш работал над сценарием фильма о супергерое Marvel Comics «Человек-муравей».
В мае 2020 года вместе с Эдгаром Райтом и Найрой Парк, основали продюсерскую компанию «Complete Fiction», которая займется созданием оригинального контента, в том числе для Netflix. Одним из первых проектов значится экранизация британской серии книг Джонатана Страуда «Агентство „Локвуд и компания“», Корниш выступит шоуранером сериала.
В апреле 2021 года получил пост сценариста экранизации комикса Марка Миллара («Мордобой»), под названием «Звёздный свет». Комикс повествует о постаревшем супергерое, который на долгие годы отошёл от своих дел, и завел семью.

### Фильмография
| Год  |          | Фильм                                | Заглавные титры | Заглавные титры | Заглавные титры | Заглавные титры | Роль                 |
| Год  | Режиссёр | Фильм                                | Сценарист       | Продюсер        | Актёр           |                 | Роль                 |
| ---- | -------- | ------------------------------------ | --------------- | --------------- | --------------- | --------------- | -------------------- |
| 2007 | кф       | Типа крутые легавые                  |                 |                 |                 | Да              | Боб                  |
| 2011 | кф       | Приключения Тинтина: Тайна единорога |                 | Да              |                 |                 |                      |
| 2011 | кф       | Чужие на районе                      | Да              | Да              | Да              |                 |                      |
| 2015 | кф       | Человек-муравей                      |                 | Да              |                 |                 |                      |
| 2017 | кф       | Звёздные войны: Последние джедаи     |                 |                 |                 | Да              | Солдат Сопротивления |
| 2019 | кф       | Рождённый стать королем              | Да              | Да              |                 |                 |                      |
| 2023 | с        | Агентство «Локвуд и компания»        | Да              | Да              | Да              |                 |                      |